# Hayredin (huyện)
Hayredin là một huyện thuộc tỉnh Vratsa, Bungaria. Dân số thời điểm năm 2001 là 6985 người.